# Meïganga
Meïganga – miasto w Kamerunie, w regionie Adamawa, stolica departamentu Mbéré. Liczy około 115 tys. mieszkańców.